# Kettingdijk
De Kettingdijk (Limburgs: Kettingdiêk) is een natuurgebied dat zich aan de Nederlandse zijde van de Belgisch-Nederlandse grens bevindt tussen Lozen en Altweerterheide, en dat eigendom is van de Vereniging Natuurmonumenten. Het gebied is vernoemd naar de zandweg die ten noorden van dit gebied verloopt en waaraan de Kettinghoeve ligt. Het 134 ha grote gebied werd in 2002 door Natuurmonumenten verworven.
Vroeger lag hier een uitgestrekt moerassig natuurgebied met hoge natuurwaarden, dat echter begin 20e eeuw werd ontgonnen. Er komen een aantal beken (Lozerbeek, Lozerbroekbeek, Veldhoverbeek en Lechter Rietbeek) bij elkaar, die via de in 1870 gegraven waterloop (Emissaire of Lossing genaamd) en de in 1930 gegraven Raam, via het Wijffelterbroek, naar de Tungelroyse Beek. In 1941 kocht jhr. C.Th.J van Rijckevorsel, burgemeester van Nuenen Gerwen en Nederwetten, 114 ha van dit gebied en bouwde hier de Kettinghoeve op. Dit was het begin van wat een luxueuze kasteel-boerderij zou moeten worden, maar door de oorlog zijn deze plannen niet verwezenlijkt. In 1957 verkocht hij het landgoed. Tegenwoordig worden de natuurwaarden weer zo veel mogelijk hersteld.
Het langgerekte gebied bestaat deels uit naaldbos, deels uit nat loofbos. Men vindt er soorten als moeraskartelblad, dotterbloem, koningsvaren en kamsalamander. In de natte weilanden vindt men ook moerasviooltje, klein glidkruid en gevleugeld hertshooi. Bovendien worden er enkele zeldzame dagvlindersoorten waargenomen.
Het gebied behoort tot het Grenspark Kempen-Broek en vormt de verbinding tussen de gebieden Laurabossen, Wijffelterbroek en Smeetshof.